# Nhà thờ Đức Mẹ Đồng trinh ở Banská Bystrica
Nhà thờ Đức Mẹ Đồng trinh ở Banská Bystrica (tiếng Slovakia: Kostol Nanebovzatia Panny Márie v Banská Bystrica) là một nhà thờ Công giáo La Mã tại thành phố Banská Bystrica, vùng Banská Bystrica, Slovakia. Vào ngày 18 tháng 5 năm 1955, nhà thờ được ghi danh vào Danh sách Di tích Trung ương.

## Lịch sử
Nhà thờ Đức Mẹ Đồng trinh ở Banská Bystrica được xây dựng vào giữa thế kỷ 13. Bức tường phía Bắc nhà thờ có cùng niên đại vẫn còn tồn tại cho đến ngày nay.
Nhà thờ đã trải qua nhiều lần tái thiết. Sau trận hỏa hoạn vào năm 1500, nhà thờ được xây dựng lại theo phong cách Gothic muộn và có một diện mạo mới. Năm 1761, một trận hỏa hoạn khác lại xảy ra. Trận hỏa hoạn này đã phá hủy hơn ba trăm ngôi nhà, và trở thành một trong những trận hỏa hoạn lớn nhất ở châu Âu lúc bấy giờ. Vì vậy, nhà thờ bị sập và bàn thờ chính đã bị thiêu rụi. Sau trận hỏa hoạn này, thánh đường được xây dựng lại theo phong cách Baroque.
Ngày nay, nội thất của nhà thờ chủ yếu là các bức tranh, đồ vật phụng vụ và chén thánh có niên đại từ thế kỷ 17 hoặc thế kỷ 18.